# Осока кореневищна
Осока кореневищна (Carex rhizina) — вид рослин родини осокові (Cyperaceae), поширений у цн. і сх. Європі й помірній Азії.

## Опис
Багаторічна трав'яниста рослина 20–45 см заввишки. Рослина з повзучими й висхідними пагонами, одягненими залишками численних торішніх листків. Листки темно-зелені, 2–3 мм шириною, в нижній частині по краях з найдрібнішими сосочками або тупими шипиками. Жіночі колоски в числі 2–3(4), кожен 1–3 см завдовжки. Мішечки близько 4 мм завдовжки.

## Поширення
Поширений у цн. і сх. Європі й помірній Азії.
В Україні вид зростає в хвойно-широколистяних і широколистяних лісах — в Поліссі, Лісостепу, північних районах Степу та Карпатах, спорадично.